# 페리아 데 마드리드역
페리아 데 마드리드 역(스페인어: Feria de Madrid)은 마드리드 지하철 8호선의 역이다. 마드리드 바라하스 구 캄포데라스나시오네스 지역의 파르테논 대로 지하에 위치해 있다. 역 주변에 IFEMA 박람회장이 위치해 있으며 여기서 역명을 따왔다. 요금구역 상으로는 A구역에 속한다.

## 역사
1998년 6월 24일 8호선 첫 구간 개통과 함께 문을 열었다. 승강장은 섬식 승강장으로 양쪽 벽면에 전세계 국기로 장식된 작품이 설치되어 있다. 한동안 8호선의 시종착역 역할을 하다가 1999년 6월 15일 마드리드 공항까지 연장되면서 일반역이 되었다.
개업 당시 역명은 캄포 데 라스 나시오네스 (Campo de las Naciones)였으나, 2017년 6월 26일부로 지금의 '페리아 데 마드리드 역'으로 바뀌었다. 승객들로 하여금 IFEMA 박람회장의 위치를 더욱 널리 인식하도록 만든다는 것이 개명 이유였다.

## 환승 정보
역 주변에 버스 정류장이 세 곳 있다.
버스
- 시내버스
  - 112 122번 노선 (주간)
- 시외버스
  - 828번 노선 (주간)

지하철
| 마드리드 지하철                          | 마드리드 지하철       | 마드리드 지하철                           |
| ---------------------------------------- | --------------------- | ----------------------------------------- |
| 마르 데 크리스탈 누에보스 미니스테리오스 | 마드리드 지하철 8호선 | 아에로푸에르토 T1-T2-T3 아에로푸에르토 T4 |